# 루프탑컴퍼니
루프탑컴퍼니 (Rooftop Company)은 2016년에 브랜뉴뮤직 소속 프로듀서 동네형과 원영헌이 설립한 대한민국의 매니지먼트 회사다, 대표적인 아티스트로는 프리티브라운과 시윤이 소속되어있다.

## 소속 아티스트
- 프리티브라운 (현중, 구인회) (브랜뉴뮤직과 동시 소속)
- 시윤
- 붐바스틱 (동네형, 원영헌, 민식이, 야마아트)